# Gemini (语言模型)
Gemini是一个多模态大型语言模型系列，由谷歌DeepMind开发，是LaMDA的后继，属于PaLM2系列的新一代。Gemini包含Gemini Ultra、Gemini Pro和Gemini Nano，于2023年12月6日面世，被定位为与OpenAI的GPT-4抗衡的产品系列。

## 历史

### 開發
Google在2023年5月10日的Google I/O上發布Gemini，將由子公司DeepMind所開發的大型语言模型(LLM)。

### 推出
2023年12月6日,谷歌在一次虚拟记者招待会上宣布推出了“Gemini 1.0”。它由三个模型组成:Gemini Ultra—用于“高度复杂的任务”，Gemini Pro—用于“广泛的任务”, 以及Gemini Nano—用于“终端上设备的任务”。2024年2月5日，APP正式上線。